# Strapatá veža
Strapatá veža (česky Střapatá věž, polsky Czubata Turnia, německy Egenhofferspitze, maďarsky Egenhoffercsúcs) je trojvrcholová věž ve Vysokých Tatrách. Nachází se v hlavní ose rozsochy, mezi Štěrbinou pod Střapatou věží (nebo též Supí věží) a Malou Vlaštovčí štěrbinou (Malým Pyšným štítem).

## Název
Střapatá věž se stala známou v roce 1910, kdy na ni z Kočičího kotle vystoupil Alfred Grosz a z Beraní kotliny Oskar Mahler. Tehdy byla pojmenována Egenhoffercsúcs, Egenhofferspitze – štít Engelhofferové. Terezie Engelhofferová (1855–1940) z Budapešti byla průkopnicí ženského horolezectví a lyžování ve Vysokých Tatrách. Z jejího podnětu byla na Gerlachovský štít umístěna pamětní tabule s miléniem a štít byl přejmenován na štít Františka Josefa I. Slovenští vlastenci později tabuli rozbili. Název štítu se neujal, nepřijali ho ani maďarští turisté.

## První výstupy
- Janusz Chmielowski, Tadeusz Radliński, Klemens Bachleda a Jan Bachleda Tajber, 14. července 1904 – v létě
- Radovan Kuchař a Jiří Šimon, kolem 27. prosince 1953 – v zimě

## Turistika
Štít je přístupný pouze v doprovodu horského vůdce.